# Cyrtopogon lineotarsus
Cyrtopogon lineotarsus là một loài ruồi trong họ Asilidae. Cyrtopogon lineotarsus được Curran miêu tả năm 1923.